# IPod mini

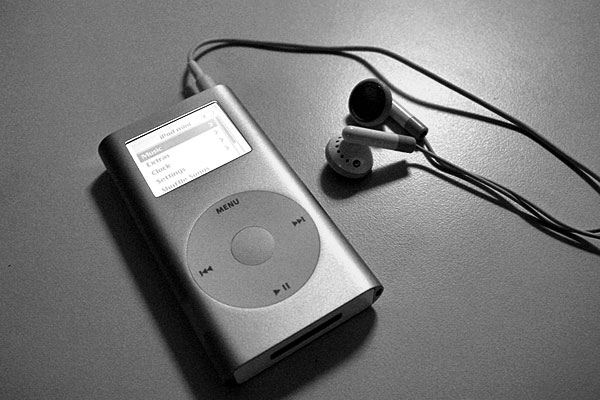
Een zilveren iPod Mini

De iPod mini was een populaire kleine versie van de iPod, een draagbare mediaspeler van het Amerikaanse technologiebedrijf Apple. De iPod is primair ontworpen om audiobestanden op af te spelen en deze zijn op te slaan op een harde schijf (grotere modellen) of op een flashgeheugen (kleinere modellen). De capaciteit van deze opslagmethoden was groot genoeg om duizenden liedjes op een iPod te plaatsen.
Voor het bewaren van muziekbestanden op de iPod wordt het computerprogramma iTunes gebruikt, dat tevens ontworpen is door Apple. Hiermee kan de muziek van een persoonlijke verzameling cd's in een iPod worden opgeslagen en kunnen muziekbestanden van internet worden gedownload en bewaard. Ook ingesproken teksten kunnen op een iPod worden opgeslagen, om op een geschikt tijdstip later afgespeeld te worden. Dit had tot de podcastingrage geleid.
De iPod is ook te gebruiken als externe harde schijf, waardoor allerlei andere bestanden er op bewaard kunnen worden. Foto's bekijken en zelfs op een televisie tonen, kan op een iPod met een kleurenscherm.
In januari 2004 introduceerde Apple de iPod Mini, een compactere versie van zijn voorgangers, uitgerust met een 4 GB harde schijf en verkrijgbaar in 5 pastelkleuren. Critici vonden hem wederom te duur, maar dat kon ook deze keer het succes niet bederven.
De iPod mini had zijn toetsen in het scrollwiel zelf. Duwen op de rand boven, onder, links of rechts werkte als een kliktoets. Daarom noemde Apple dit het Click Wheel. Later is dit overgenomen in de 4e generatie 'grote' iPod, die snel na de introductie van de iPod mini werd geïntroduceerd.
In februari 2005 heeft Apple een nieuwe versie uitgebracht van de iPod mini. De consument kan een keuze maken uit vier kleuren en nu ook uit de opslagruimte, namelijk uit 4 GB of 6 GB. Deze nieuwe lijn van iPod mini's heeft een batterij met een werkduur van 18 uur, wat een hele vooruitgang betekent voor de iPod mini omdat dit het tot nu toe zwakste punt was.
Op 7 september 2005 is de mini vervangen door de iPod nano.